# Xã Traverse, Quận Nicollet, Minnesota
Xã Traverse (tiếng Anh: Traverse Township) là một xã thuộc quận Nicollet, tiểu bang Minnesota, Hoa Kỳ. Năm 2010, dân số của xã này là 334 người.